# Barthélemy de Macarty Mactigue
Barthélemy Louis Daniel de Macarty Mactigue, né en 1706 à Nîmes et mort le 14 février 1781 à La Nouvelle-Orléans, est un officier de l'armée française, capitaine de vaisseau, capitaine de port et gouverneur de la Haute-Louisiane.

## Biographie
Barthélemy de Macarty Mactigue est un français d'origine irlandaise. Son père, Théodore Maccartey-Mactaig, capitaine de régiment irlandais, réfugié en France pour des raisons de tyrannies religieuses, entra dans la Marine française et devint major général de Rochefort-sur-Mer et commandant du château de Crussol appartenant à la Maison de Crussol.
En 1723, Barthélemy de Macarty Mactigue intègre les cadets des mousquetaires. Il devint par la suite aide de camp. En 1732, il est envoyé en Louisiane française avec son frère aîné Jean Jacques de Macarty Mactigue, né à Nîmes en 1698. Il combattit sous les ordres du gouverneur de la Louisiane française Jean-Baptiste Le Moyne de Bienville. Il est nommé capitaine des troupes le 14 septembre 1735.
En 1744, Barthélemy de Macarty Mactigue était nommé capitaine de poste à La Rochelle.
Le 1er avril 1745, le Conseil de la Marine le nommait capitaine du port de Québec avec le grade de lieutenant de frégate. Il remplaçait René Le Gardeur de Beauvais, décédé dans la colonie française de Saint-Domingue, futur Haïti. À l'été 1745, il devait embarquer à bord du le Gironde, mais ce vaisseau n'ayant pu appareiller, il resta en France jusqu'en 1747 année au cours de laquelle il put voguer vers le Canada avec six autres navires de guerre. Barthélemy de Macarty Mactigue commandait le Rubis. Cette frégate de 26 canons faisait partie du convoi qui conduisait à Québec Jacques-Pierre de Taffanel de La Jonquière, nommé gouverneur de la Nouvelle-France. 
En cours de route, ils rencontrèrent une armada d'une quinzaine de bateaux anglais et la bataille navale s'engagea. Le Rubis ne se rendit qu'après une résistance acharnée. Cette action valut à Barthélemy de Macarty Mactigue d'être élevé au grade de capitaine de brûlot le 1eravril 1748. Le 14 juin 1748, il se marie avec Françoise Hélène Pellerin. Il rejoint la Nouvelle-Orléans et se met sous les ordres du gouverneur Pierre de Rigaud de Vaudreuil. 
Le 16 juillet 1750 il est élevé au rang de chevalier de l'Ordre de Saint-Louis
Le 1er mars 1751, Barthélemy de Macarty Mactigue était promu lieutenant de vaisseau. Il fut nommé commandant du fort de Chartres situé dans le Pays des Illinois et gouverneur de la Haute-Louisiane, à la suite de la mort du gouverneur précédent Claude de Bertet survenue en 1749. Ce dernier fut remplacé au pied levé par un gouverneur intérimaire, Jean-Baptiste Benoit de Saint-Clair jusqu'en 1751, date à laquelle Barthélemy de Macarty Mactigue assuma cette charge jusqu'en 1760. 
Le 17 avril 1757, il fut nommé capitaine de vaisseau. Le 1er juillet 1759, il est élevé au rang de Lieutenant du roi. 
En 1760, il fut remplacé par Pierre Joseph Neyon de Villiers comme gouverneur du Pays des Illinois et de Haute-Louisiane.